# Schmiedeknechtia
Schmiedeknechtia är ett släkte av bin. Schmiedeknechtia ingår i familjen långtungebin.
Kladogram enligt Catalogue of Life:
| Schmiedeknechtia | \| \| Schmiedeknechtia brevicornis \| \| \| \| \| \| Schmiedeknechtia gussakovskyi \| \| \| \| \| \| Schmiedeknechtia oraniensis \| \| \| \| \| \| Schmiedeknechtia piliventris \| \| \| \| \| \| Schmiedeknechtia walteri \| \| \| \| \| \| Schmiedeknechtia verhoeffi \| \| \| \| |
|                  | \| \| Schmiedeknechtia brevicornis \| \| \| \| \| \| Schmiedeknechtia gussakovskyi \| \| \| \| \| \| Schmiedeknechtia oraniensis \| \| \| \| \| \| Schmiedeknechtia piliventris \| \| \| \| \| \| Schmiedeknechtia walteri \| \| \| \| \| \| Schmiedeknechtia verhoeffi \| \| \| \| |
|                  | Schmiedeknechtia brevicornis |
|                  | |
|                  | Schmiedeknechtia gussakovskyi |
|                  | |
|                  | Schmiedeknechtia oraniensis |
|                  | |
|                  | Schmiedeknechtia piliventris |
|                  | |
|                  | Schmiedeknechtia walteri |
|                  | |
|                  | Schmiedeknechtia verhoeffi |
|                  | |